# Pteropus yapensis
Pteropus yapensis — вид рукокрилих, родини Криланових.

## Поширення, поведінка
Країни поширення: Федеративні Штати Мікронезії. Цей вид зустрічається в лісах, мангрових заростях.